# آنتا شچپانسکا
آنتا شچپانسکا (لهستانی: Aneta Szczepańska؛ زادهٔ ۲۰ ژوئن ۱۹۷۴) جودوکار زن اهل لهستان بود.
وی در مسابقات کشوری و بین‌المللی در مجموع برندهٔ ۲ مدال نقره، ۱ مدال برنز شده‌است.